# Tramway de Košice
Le réseau de tramway de Košice est exploité par l'entreprise publique Dopravný podnik mesta Košice, il a une longueur de 33,7 km pour 48 arrêts.
Le réseau se compose de 7 lignes régulières à travers la ville (numéros 2 à 9) et de 8 lignes irrégulières desservant US Steel à quelques kilomètres au sud de la ville (numéros R1 à R8).

## Histoire

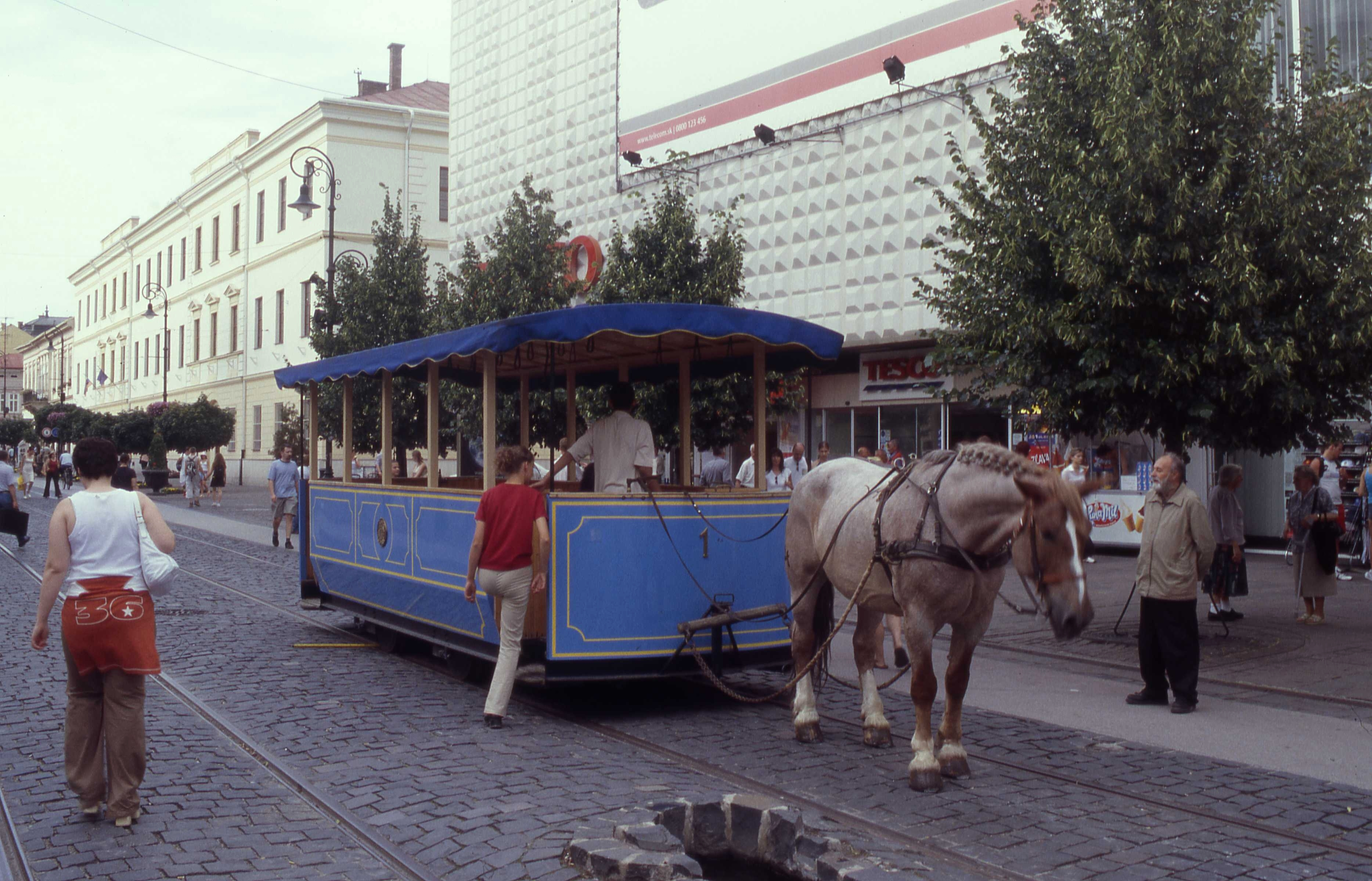
Tramway hippomobile sur une voie désaffectée, photographié en 2004.

### Traction animale et vapeur
L'ouverture de la première ligne tirée par des chevaux date du 14 novembre 1891 depuis la gare, la ligne remontait la rue principale (Hlavná ulica). La ligne est prolongée peu de temps après vers le lieu-dit Čermeľ. À cette date, la compagnie n'exploite que 5 km de voies avec 15 voitures et 38 chevaux. Des véhicules à traction vapeur furent mis en service à partir du 7 juillet 1893 en parallèle avec la traction hippomobile.

### L'électrification

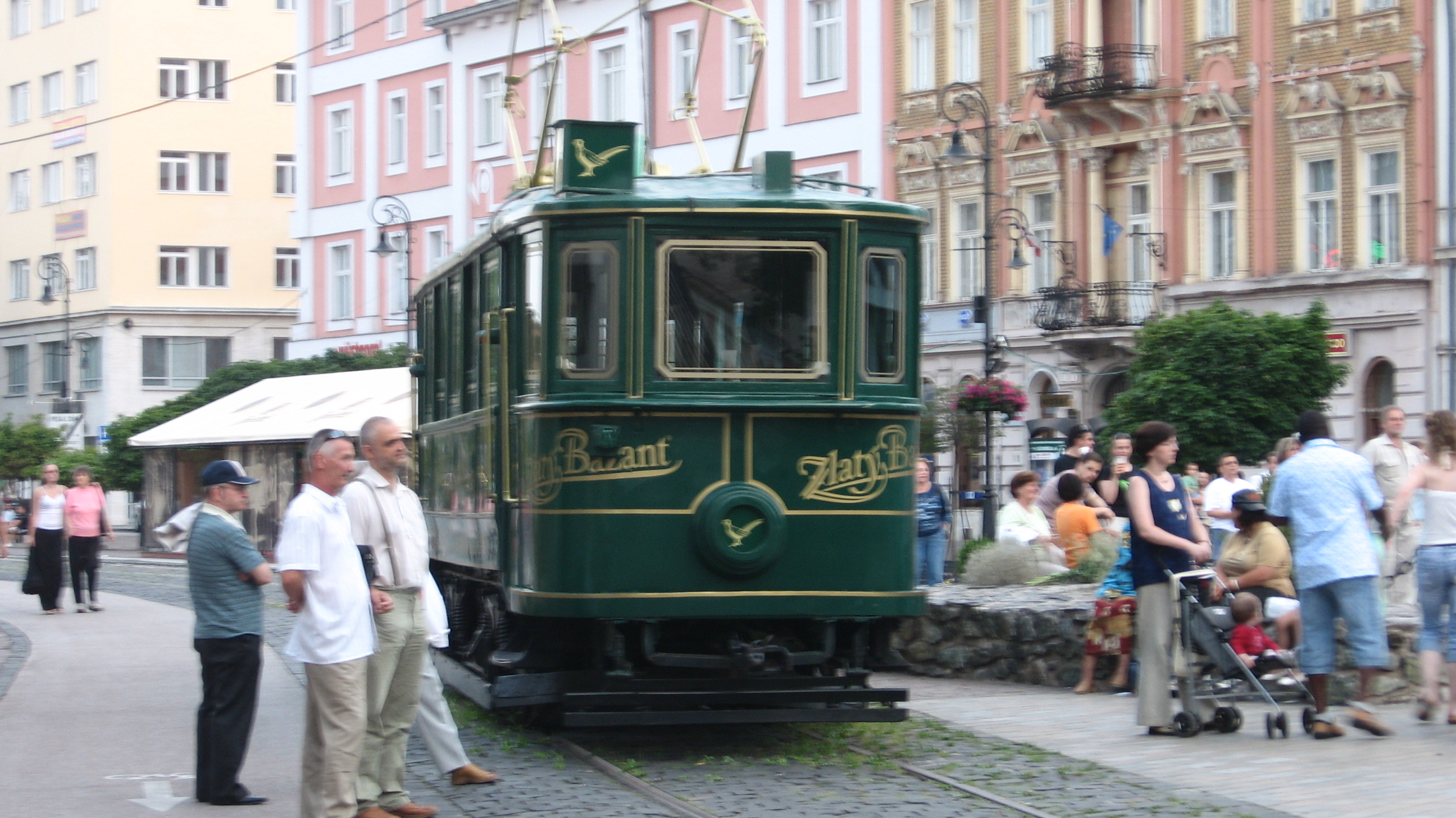
Tramway historique aux couleurs de la brasserie Zlatý Bažant servant de restaurant sur la rue principale de Košice, photographié en 2007.

Juste avant la Première Guerre mondiale, le 28 février 1914 circule le premier tram électrique. Le réseau était exploité par Kassai közúti vasút. 
Après l'avènement de la Première république tchécoslovaque, le nom de la société exploitante a été modifié en Košické elektrické pouličné dráhy. Durant l'entre-deux-guerres, le réseau est s'étend peu. Seule une ligne est ouverte en direction du parc d'Anička

### Seconde guerre mondiale
La ville est occupée par la Hongrie. La société reprend le nom Kassai közúti vasút et applique les normes hongroises de l'époque. Le réseau n'avait, à la fin de la guerre, que très peu changé à l'exception de 2 km de voies supplémentaires et de quelques mises à doubles voies. À leur départ, les occupants allemands ont emporté 10 trams retrouvés à Berlin et qui ont été rendus par la suite à la Hongrie et ont circulé à Budapest. De manière générale, le matériel roulant et les voies ont été fort abimés. Le premier tram d'après-guerre a circulé le 28 août 1945. Le nom de la compagnie exploitante est modifié en Mestské verejné podniky – doprava

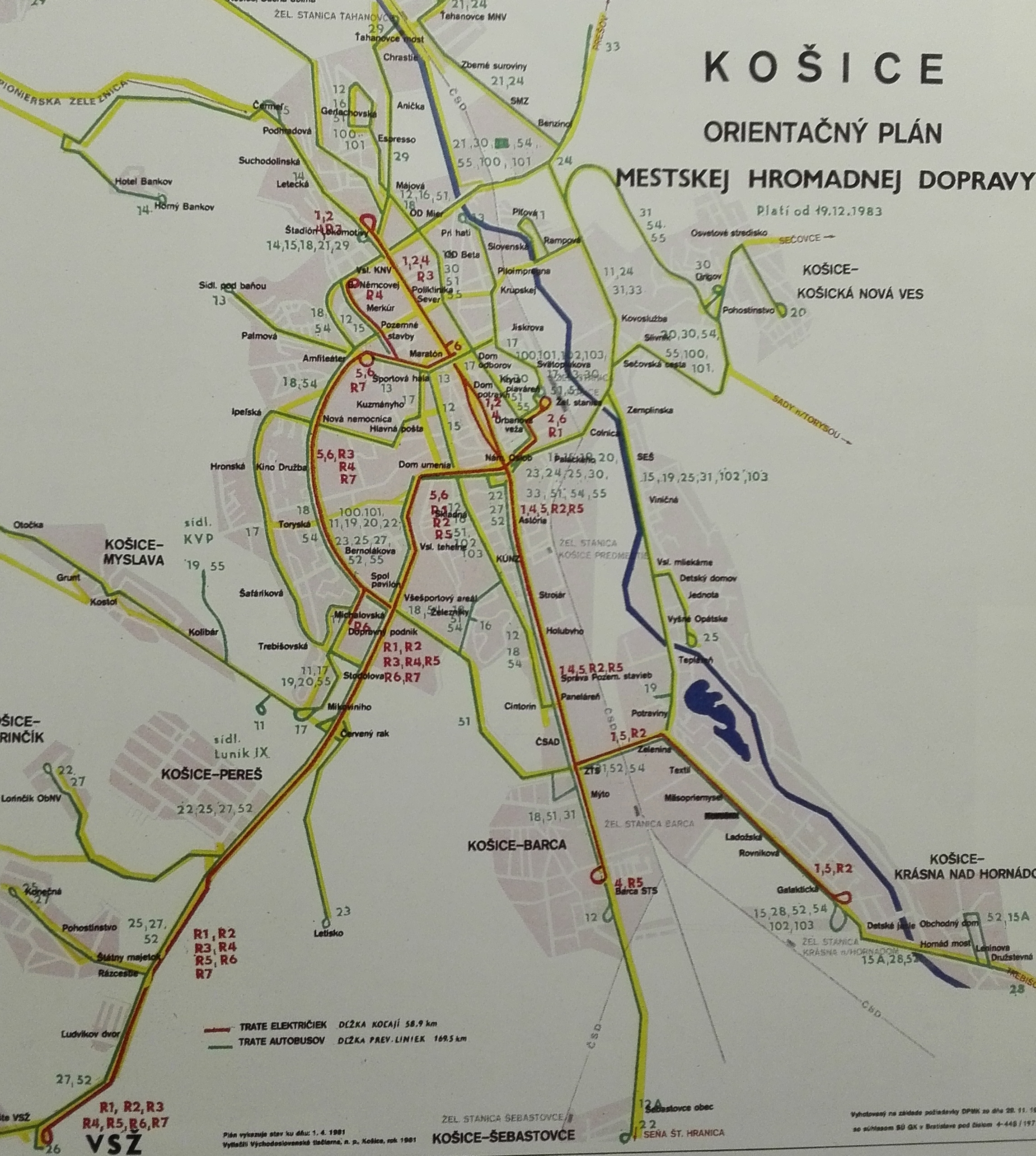
En rouge, le plan du réseau de tram en 1981

### L'ère socialiste

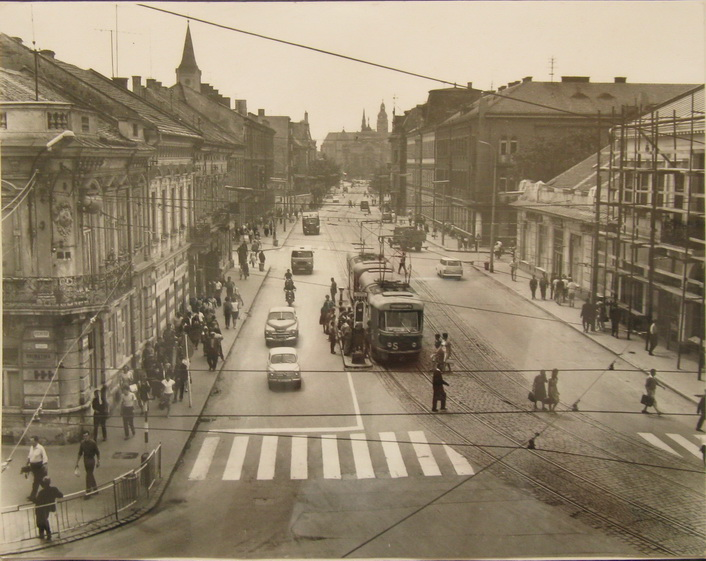
Photo de Hlavna ulica (Rue principale avant sa mise en piétonnier en 1986)

Durant les années 1960, le réseau connait sa plus grande extension. La compagnie est rebaptisée Dopravný podnik mesta Košíc, nom qui est encore utilisé actuellement. Le matériel roulant datant du début de 1914 est progressivement complété et replacé par de nouvelles rames de fabrication tchécoslovaque Tatra T1 et Tatra T2. 
En 1964, le réseau a été étendu pour desservir l'usine sidérurgique (l'actuelle US Steel). Avec l'ouverture de cette ligne, les trams Tatra T3, toujours utilisés actuellement, entrent en circulation. 
Cette période voit la création de nouvelles lignes vers des quartiers récemment bâtis (Západ, Nad Jazerom) ainsi que la disparition de ligne à caractère plus récréatif vers Čermeľ et Ťahanovce.
Le 30 octobre 1978, à l'heure de pointe du matin, un tram dérailla dans la descente menant à l'Amphithéâtre faisant 9 morts, 10 blessés graves et 18 blessés légers. 
Le dernier tronçon construit est celui de l'avenue "Alejová" en 1989.

### Après 1989
Durant les années 1990, le manque de moyens n'a pas permis d'amélioration importante. Achat des trams T6A5, KT 8D5.
Par la suite les trams KT 8D5 ont été rénovés sous le nom KT 8D5.RN2.
En 1994, Dopravný podnik mesta Košíc devient une société anonyme en slovaque Dopravný podnik mesta Košice, akciová spoločnosť. 
Depuis quelques années[évasif] des tronçons ont été reconstruits principalement sur l'axe Staničné námestie - Nám. osloboditeľov - Ryba - Nad jazerom, Važecká.

## Réseau actuel

### Lignes
2	Havlíčkova (Stade Lokomotiva) - Nám. Maratónu mieru (Hlavná-Rue principale nord) - Hlavná pošta - Nám. osloboditeľov (Hlavná-Rue principale sud)- Staničné námestie (Gare ferroviaire et routière)
3	Staničné námestie (Gare ferroviaire et routière) - Nám. osloboditeľov (Hlavná-Rue principale sud)- Ryba - Nad jazerom, Važecká
4 	Havlíčkova (Stade Lokomotiva) - Nám. Maratónu mieru (Hlavná-Rue principale nord)- Hlavná pošta - Nám. osloboditeľov - Ryba - Barca, Socha Jána Pavla II. 
5 	Staničné námestie (Gare ferroviaire et routière) - Nám. osloboditeľov (Hlavná-Rue principale sud)- SOU dopravné - OC Optima (centre commercial)
6 	Nám. Maratónu mieru (Hlavná-Rue principale nord)- Nová nemocnica - Magistát mesta Košice - SOU dopravné - Zimný štadión - Nám. osloboditeľov (Hlavná-Rue principale sud)- Staničné námestie (Gare ferroviaire et routière)
7 	Štadión TU - Hlavná pošta - Nám. osloboditeľov (Hlavná-Rue principale sud)- Ryba - Nad jazerom, Važecká
9 	Havlíčkova (Stade Lokomotiva)- Nám. Maratónu mieru - Nová nemocnica - Magistrát mesta Košice - Železníky, križovatka - Nad jazerom, Važecká 	 

R1 Staničné nám. - Nám. osloboditeľov - SOU dopravné - OC Optima - (Pereš - Poľov - Ludvíkov dvor) - Vstupný areál USS 
R2 	Nad jazerom, Važecká - Železníky, križovatka - OC Optima - (Pereš - Poľov - Ludvíkov dvor) - Vstupný areál USS 
R3 	Havlíčkova - Nám. Maratónu mieru - Nová nemocnica - OC Optima - (Pereš - Poľov - Ludvíkov dvor) - Vstupný areál USS 
R4 	Štadión TU - Nová nemocnica - OC Optima - (Pereš - Poľov - Ludvíkov dvor) - Vstupný areál USS
R5 	Ryba - Nám. osloboditeľov - SOU dopravné - OC Optima - (Pereš - Poľov - Ludvíkov dvor) - Vstupný areál USS 
R6 	DP mesta Košice - Spoločenský pavilón - OC Optima - (Pereš - Poľov - Ludvíkov dvor) - Vstupný areál USS 
R7 	Amfiteáter - Nová nemocnica - OC Optima - (Pereš - Poľov - Ludvíkov dvor) - Vstupný areál USS
R8 	Barca, Socha Jána Pavla II. - Železníky, križovatka - OC Optima - (Pereš - Poľov - Ludvíkov dvor) - Vstupný areál USS

### Matériel roulant
Tout le matériel roulant provient de la firme tchèque Tatra excepté le Vario LF, construit par la firme tchèque Pragoimex.
| Image                                                         | Modèle                                         | Nombre                       |
| ------------------------------------------------------------- | ---------------------------------------------- | ---------------------------- |
| Tram de type T3 Ligne 4                                       | Tatra T3 (Variantes:Tatra T3MOD, Tatra T3SUCS) | 58                           |
| Tram de type T6A5 sur la boucle de retournement de Havlíčková | Tatra T6A5                                     | 29                           |
| Tram de type KT8D5R.N2 sur l'avenue SNP                       | Tatra KT8D5 (Variante: Tatra KT8D5.RN2)        | 19 (dont 8 KT8D5.RN2)        |
| Tram de type Vario LF                                         | Vario LF                                       | 1                            |
| Tram de type Vario LF2+ avant sa mise en service              | Vario LF2+                                     | 33 (+13 en commande en 2016) |
| Total                                                         |                                                | 123                          |

## Projets
Un projet de jonction entre les lignes de tram et le réseau de train régionaux est à l'étude sous le nom de KORID (Transport intégré régional de Košice). Ce projet comprend une extension du réseau urbain vers le quartier de Sídlisko Ťahanovce.